# Gamma Centauri
Gamma Centauri (γ Cen, γ Centauri) là một ngôi sao trong chòm sao Bán Nhân Mã ở phương nam. Nó có tên truyền thống Muhlifain, không nên nhầm lẫn với Muliphein là γ Canis Majoris; cả hai tên gọi đều bắt nguồn từ cùng một gốc Ả Rập.
Nó là một hệ sao đôi cách Trái Đất khoảng 130 năm ánh sáng (40 parsec). Cấp sao biểu kiến kết hợp của cặp đôi này là +2,17; còn riêng lẻ từng sao thì chúng là sao cấp 3. Phân loại sao của cặp đôi này là A1IV +, cho thấy chúng là những ngôi sao gần khổng lồ loại A trong quá trình trở thành sao khổng lồ. Riêng lẻ từng sao  thì phân loại sao của chúng đôi khi được liệt kê là A0III, nghĩa là chúng đã trở thành sao khổng lồ.
Năm 2000, cặp sao có sự chia tách góc là 1,217 giây cung với góc vị trí 351,9°. Vị trí của chúng đã được quan sát từ năm 1897, đủ dài để ước tính chu kỳ quỹ đạo là 84,5 năm và bán trục chính là 0,93 giây cung. Ở khoảng cách này của hệ thống, nó tương đương với khoảng cách thẳng khoảng 93 đơn vị thiên văn (AU). Sao Tau Centauri tương đối gần với Gamma Centauri, với khoảng cách ước tính là 1,72 năm ánh sáng (0,53 pc).

## Từ nguyên
Trong thiên văn học Trung Quốc, 庫樓 (Kù Lóu, Khố Lâu) là một phần của cụm Sao Giác, đề cập đến một khoảnh sao bao gồm γ Centauri, ζ Centauri, η Centauri, θ Centauri, 2 Centauri, HD 117440, ξ1 Centauri, τ Centauri, D Centauri và σ Centauri. Do đó, tên tiếng Trung của γ Centauri là 庫樓七 (Kù Lóu qī, Khố Lâu thất)
Người dân của bộ lạc Aranda và Luritja xung quanh Hermannsburg, Trung Úc đặt tên cho một mảng sao là Iritjinga, nghĩa là đại bàng đuôi nhọn (Aquila audax), một sự sắp xếp hình tứ giác bao gồm ngôi sao này, δ Centauri (Ma Wei, Mã Vĩ), δ Cru (Imai) và γ Cru (Gacrux).